# Madonna-feldolgozások

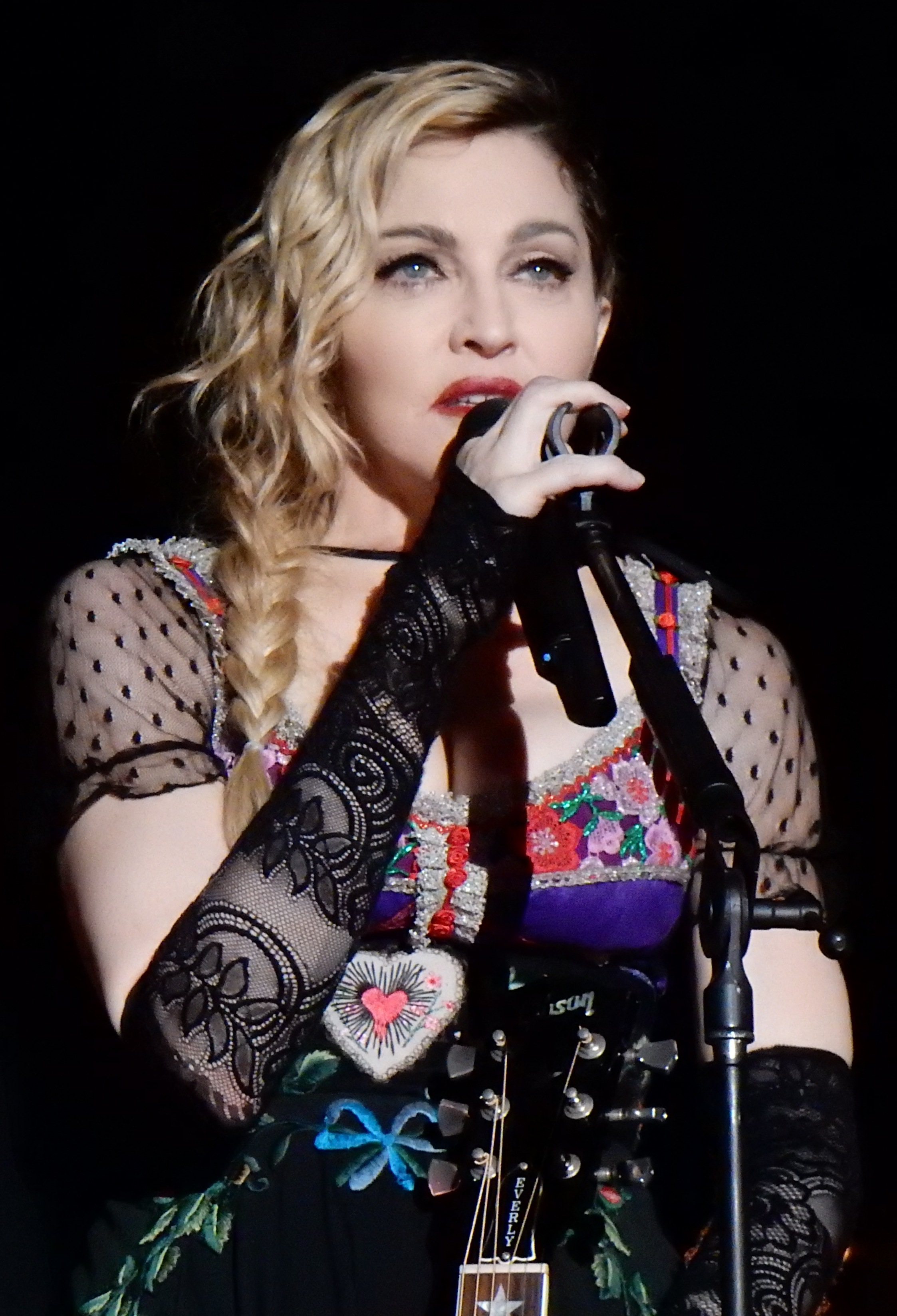
Madonna a 2015-ös Reber Heart turnén Stockholmban.

Ez a lista olyan neves zenei előadók feldolgozásait tartalmazza, akik egy vagy több dalt rögzítettek, melyeket Madonna amerikai énekesnő és dalszerző írt, és rögzített. Az 1980-as évektől kezdve sok neves művész dolgozta fel dalait. Ezek a feldolgozások több különböző nyelven, és műfajban kerültek feldolgozásra, és néhányuk pozitív értékelést kapott a zenekritikusoktól, és slágerlistás helyezést ért el. Jan Vis holland ügynök szerint a francia/holland Mad'House együttes debütáló kislemez a "Like a Prayer" 2 millió példányban kelt el Európában. A Guinness Rekordok Könyve Madonnát a legtöbb remixelt és legtöbbet feldolgozott dalok előadói közé sorolta.
Más előadók dalainak Madonna általi feldolgozását,- mint például Little Willie John "Fever" című dala, és Don McLean "American Pie" című dalai nem szerepelnek ezen a listán. Ez a cikk nem tartalmazza a Madonna-kislemezek médiában való megjelenését, névellenőrzését, és hivatkozásait a populáris kultúrában.

## Kulcs
Madonna tribute albumait jelöli, vagy egyéb albumokat.
  Egyetlen kiadást jelöl, amely felkerült a listára..

## Lista
| Előadó                                | Származási ország                              | Év               | Dal                                    | Megjelenés                                                                                                   | Jegyzet(ek)   |
| ------------------------------------- | ---------------------------------------------- | ---------------- | -------------------------------------- | --- | ------------- |
| 2NE1                                  | Észak-Korea                                    | 2012             | "Like a Virgin"                        | Collection                                                                                                   | [ 3 ]         |
| Adam Lambert                          | Amerikai Egyesült Államok                      | 2012             | "Ray of Light"                         | VH1 Divas | [ 4 ]         |
| Adam Lambert                          | Amerikai Egyesült Államok                      | 2012             | "Into the Groove"                      | VH1 Divas | [ 4 ]         |
| Adam Pally                            | Amerikai Egyesült Államok                      | 2012             | "Like a Prayer"                        | Happy Endings episode "Four Weddings and a Funeral (Minus Three Weddings and a Funeral)"                     | [ 5 ]         |
| Adeva                                 | Amerikai Egyesült Államok                      | 2000             | "Rescue Me"                            | Virgin Voices 2000: A Tribute to Madonna                                                                     | [ 6 ]         |
| A Flock of Seagulls                   | Egyesült Királyság                             | 2000             | "This Used to Be My Playground"        | Virgin Voices 2000: A Tribute to Madonna                                                                     | [ 6 ]         |
| Alex Greenwald                        | Amerikai Egyesült Államok                      | 1999             | "Dress You Up"                         | For Gap's "Everybody in Vests" TV commercial                                                                 | [ 7 ]         |
| Alexandra Stan                        | Románia                                        | 2017             | "Like a Virgin"                        | − | [ 8 ] [ 9 ]   |
| Alizée                                | Franciaország                                  | 2003, 2008       | "La Isla Bonita"                       | Performer shows in 2003, and Psychédélices (2008)                                                            | [ 10 ]        |
| All Saints                            | Egyesült Királyság                             | 2016             | "Like a Prayer"                        | BBC Radio 2's Sounds of the 80s Volume 2 (2016)                                                              | [ 11 ]        |
| Amber Riley                           | Amerikai Egyesült Államok                      | 2010             | "Express Yourself"                     | Glee: The Music, The Power of Madonna                                                                        | [ 12 ]        |
| Amber Riley                           | Amerikai Egyesült Államok                      | 2010             | "Vogue"                                | Glee: The Music, The Power of Madonna                                                                        | [ 12 ]        |
| Amber Riley                           | Amerikai Egyesült Államok                      | 2010             | "Like a Prayer"                        | Glee: The Music, The Power of Madonna                                                                        | [ 12 ]        |
| Amber Riley                           | Amerikai Egyesült Államok                      | 2010             | "4 Minutes"                            | Glee: The Music, The Power of Madonna                                                                        | [ 12 ]        |
| Annabella Lwin                        | Burma (Myamar)                                 | 1999             | "Like a Virgin"                        | Virgin Voices: A Tribute to Madonna, Vol. 1                                                                  | [ 13 ]        |
| Apollo Heights                        | Amerikai Egyesült Államok                      | 2007             | "Dress You Up"                         | Through the Wilderness: Tribute to Madonna                                                                   | [ 14 ]        |
| Ariel Pink                            | Amerikai Egyesült Államok                      | 2007             | "Everybody"                            | Through the Wilderness: Tribute to Madonna                                                                   | [ 14 ]        |
| Ashleigh Murray                       | Amerikai Egyesült Államok                      | 2019             | "Sooner or Later"                      | Riverdale: Season 3 (Original Television Soundtrack), Episode : "Chapter Forty-Six: The Red Dahlia"          | [ 15 ]        |
| Balalaika Nueva                       | Németország                                    | 2016             | "La Isla Bonita"                       | New Art for the People                                                                                       | [ 16 ]        |
| Bebi Dol                              | Szerbia                                        | 1995             | "Take a Bow" (Like "Pokloni Se...")    | Ritam Srca                                                                                                   | [ 17 ]        |
| Berlin                                | Amerikai Egyesült Államok                      | 1999             | "Live to Tell"                         | Virgin Voices: A Tribute to Madonna, Vol. 1                                                                  | [ 13 ]        |
| Beth Ditto                            | Amerikai Egyesült Államok                      | 2011             | "Vogue"                                | In a party at Moscow's Miller party.                                                                         | [ 18 ] [ 19 ] |
| Bigod 20                              | Németország                                    | 2000             | "Like a Prayer"                        | Virgin Voices 2000: A Tribute to Madonna                                                                     | [ 6 ]         |
| Bill Frisell                          | Amerikai Egyesült Államok                      | 1992             | "Live to Tell"                         | Have a Little Faith                                                                                          | [ 20 ]        |
| Boy George                            | Egyesült Királyság                             | 1999             | "Bad Girl"                             | Virgin Voices: A Tribute to Madonna, Vol. 1                                                                  | [ 13 ]        |
| Britney Spears                        | Amerikai Egyesült Államok                      | 1999             | "Material Girl"                        | Performer shows in ...Baby One More Time Tour                                                                | [ 21 ]        |
| Britney Spears                        | Amerikai Egyesült Államok                      | 1999             | "Vogue"                                | Performer shows in ...Baby One More Time Tour                                                                | [ 19 ]        |
| Britney Spears                        | Amerikai Egyesült Államok                      | 2011             | "Burning Up"                           | Performer shows in Femme Fatale Tour                                                                         | [ 22 ] [ 23 ] |
| Carol Welsman                         | Kanada                                         | 2007             | "Live to Tell"                         | Carol Welsman                                                                                                | [ 24 ]        |
| Chapin Sisters                        | Amerikai Egyesült Államok                      | 2007             | "Borderline"                           | Through the Wilderness: Tribute to Madonna                                                                   | [ 14 ]        |
| City of Prague Philharmonic Orchestra | Csehország                                     | 2006             | "Die Another Day"                      | The Ultimate James Bond Film Music Collection                                                                | [ 25 ]        |
| Cory Monteith                         | Kanada                                         | 2010             | "Borderline/Open Your Heart"           | Glee: The Music, The Power of Madonna                                                                        | [ 12 ]        |
| Cory Monteith                         | Kanada                                         | 2010             | "Like a Virgin"                        | Glee: The Music, The Power of Madonna                                                                        | [ 12 ]        |
| Cory Monteith                         | Kanada                                         | 2010             | "What It Feels Like for a Girl"        | Glee: The Music, The Power of Madonna                                                                        | [ 12 ]        |
| Cory Monteith                         | Kanada                                         | 2010             | "Like a Prayer"                        | Glee: The Music, The Power of Madonna                                                                        | [ 12 ]        |
| Chris Cantada (Sponge Cola)           | Fülöp-szigetek                                 | 2004             | "Material Girl"                        | New Horizon                                                                                                  | [ 26 ]        |
| Chris Colfer                          | Amerikai Egyesült Államok                      | 2010             | "Vogue"                                | Glee: The Music, The Power of Madonna                                                                        | [ 12 ]        |
| Chris Colfer                          | Amerikai Egyesült Államok                      | 2010             | "4 Minutes"                            | Glee: The Music, The Power of Madonna                                                                        | [ 12 ]        |
| Chris Colfer                          | Amerikai Egyesült Államok                      | 2010             | "What It Feels Like for a Girl"        | Glee: The Music, The Power of Madonna                                                                        | [ 12 ]        |
| Chris Colfer                          | Amerikai Egyesült Államok                      | 2010             | "Like a Prayer"                        | Glee: The Music, The Power of Madonna                                                                        | [ 12 ]        |
| Chris Colfer                          | Amerikai Egyesült Államok                      | 2012             | "I'll Remember"                        | Glee: The Music, The Graduation Album                                                                        | [ 27 ]        |
| Chris Colfer                          | Amerikai Egyesült Államok                      | 2013             | "Into the Groove"                      | Puppet Master episode, season 5                                                                              |               |
| Cristina Scuccia                      | Olaszország                                    | 2014             | "Like a Virgin"                        | In The Voice of Italy                                                                                        | [ 28 ]        |
| Counting Crows                        | Amerikai Egyesült Államok                      | 2003/2009        | "Borderline"                           | Performed at the Royal Albert Hall in 2003                                                                   | [ 29 ]        |
| CJ Crew                               | –                                              | 2001             | "Music"                                | Dancemania Speed 6                                                                                           | [ 30 ]        |
| D.D.T.                                | Amerikai Egyesült Államok                      | 1993             | "Vogue"                                | Shut Up Kitty: A Cyber-Based Covers Compilation                                                              | [ 31 ]        |
| Dale Bozzio                           | Amerikai Egyesült Államok                      | 2000             | "Into the Groove"                      | Virgin Voices 2000: A Tribute to Madonna                                                                     | [ 6 ]         |
| Danni Carlos                          | Amerikai Egyesült Államok                      | 2005             | "Secret"                               | Rock 'n' Road All Night                                                                                      | [ 32 ]        |
| Darren Criss                          | Amerikai Egyesült Államok                      | 2012             | "Fashion's Night Out 2012 PSA "        | Rock 'n' Road All Night                                                                                      | [ 33 ]        |
| Dead or Alive                         | Egyesült Királyság                             | 1999             | "Why's It So Hard"                     | Virgin Voices: A Tribute to Madonna, Vol. 1                                                                  | [ 13 ]        |
| Drop Nineteens                        | Amerikai Egyesült Államok                      | 1992             | "Angel"                                | Delaware |               |
| Dianna Agron                          | Amerikai Egyesült Államok                      | 2010             | "Express Yourself"                     | Glee: The Music, The Power of Madonna                                                                        | [ 12 ]        |
| Doda                                  | Lengyelország                                  | 2008             | "Like a Virgin"                        | Diamond Bitch (reedition)                                                                                    | [ 34 ]        |
| Duffy                                 | Egyesült Királyság                             | 2006             | "Borderline"                           | In Radio 1's Big Weekend                                                                                     | [ 35 ]        |
| Elton John                            | Egyesült Királyság                             | 2010             | "Like a Virgin"                        | In Rainforest Fund Benefit Concert                                                                           | [ 36 ]        |
| Elton John                            | Egyesült Királyság                             | 2010             | "Material Girl"                        | In Rainforest Fund Benefit Concert                                                                           | [ 36 ]        |
| Eva Mattes                            | Németország                                    | 2006             | "Who's That Girl"                      | Language of Love                                                                                             | [ 37 ]        |
| Exit Eden                             | Amerikai Egyesült Államok                      | 2017             | "Frozen"                               | Rhapsodies in Black                                                                                          | [ 38 ]        |
| Front Line Assembly                   | Kanada                                         | 1999             | "Justify My Love"                      | Virgin Voices: A Tribute to Madonna, Vol. 1                                                                  | [ 13 ]        |
| Gene Loves Jezebel                    | Egyesült Királyság                             | 2000             | "Frozen"                               | Virgin Voices 2000: A Tribute to Madonna                                                                     | [ 6 ]         |
| Gennaro Cosmo Parlato                 | Olaszország                                    | 2006             | "Material Girl"                        | Remainders                                                                                                   |               |
| Giant Drag                            | Amerikai Egyesült Államok                      | 2007             | "Oh Father"                            | Through the Wilderness: Tribute to Madonna                                                                   | [ 14 ]        |
| Girl Authority                        | Amerikai Egyesült Államok                      | 2007             | "Holiday"                              | Road Trip | [ 39 ]        |
| Girls Under Glass                     | Németország                                    | 2001             | "Frozen"                               | Frozen EP | [ 40 ]        |
| Gretchen                              | Brazília                                       | 2012             | "Justify My Love"                      | Internet | [ 41 ]        |
| Groove Armada                         | Egyesült Királyság                             | 2007             | "Material Girl"                        | Radio 1 Established 1967                                                                                     | [ 42 ]        |
| Heaven 17                             | Egyesült Királyság                             | 1999             | "Holiday"                              | Virgin Voices: A Tribute to Madonna, Vol. 1                                                                  | [ 13 ]        |
| Hilary Duff                           | Amerikai Egyesült Államok                      | 2006             | "Material Girl"                        | In Material Girls                                                                                            | [ 43 ]        |
| Isadar                                | Amerikai Egyesült Államok                      | 2006             | "Burning Up"                           | Scratching The Surface: Vol 2 Electro-Voice Sampler                                                          | [ 44 ]        |
| Isadar                                | Amerikai Egyesült Államok                      | 2007             | "Get Together"                         | LiFe v.2.o                                                                                                   | [ 45 ]        |
| Information Society                   | Amerikai Egyesült Államok                      | 1999             | "Express Yourself"                     | Virgin Voices: A Tribute to Madonna, Vol. 1                                                                  | [ 13 ]        |
| Jane Lynch                            | Amerikai Egyesült Államok                      | 2010             | "Vogue"                                | Glee: The Music, The Power of Madonna                                                                        | [ 12 ]        |
| Jason Thompson                        | Kanada                                         | 1999             | "Dress You Up"                         | For Gap's "Everybody in Vests" TV commercial                                                                 | [ 7 ]         |
| Jayma Mays                            | Amerikai Egyesült Államok                      | 2010             | "Like a Virgin"                        | Glee: The Music, The Power of Madonna                                                                        | [ 12 ]        |
| Jaurim                                | Észak-Korea                                    | 2005             | "Take a Bow"                           | The Youth Admiration                                                                                         | [ 46 ]        |
| Jeremy Jay                            | Amerikai Egyesült Államok                      | 2007             | "Into the Groove"                      | Through the Wilderness: Tribute to Madonna                                                                   | [ 14 ]        |
| Jeff Scott Soto                       | Amerikai Egyesült Államok                      | 1998             | "Frozen"                               | Truth | [ 47 ]        |
| Jim Broadbent                         | Amerikai Egyesült Államok                      | 2001             | "Like a Virgin"                        | Moulin Rouge!                                                                                                | [ 48 ]        |
| Jody Watley                           | Amerikai Egyesült Államok                      | 2006             | "Borderline"                           | The Makeover                                                                                                 | [ 49 ]        |
| Jonathan Wilson                       | Amerikai Egyesült Államok                      | 2007             | "La Isla Bonita"                       | Through the Wilderness: Tribute to Madonna                                                                   | [ 14 ]        |
| Jonathan Groff                        | Amerikai Egyesült Államok                      | 2010             | "Express Yourself"                     | Glee: The Music, The Power of Madonna                                                                        | [ 12 ]        |
| Jonathan Groff                        | Amerikai Egyesült Államok                      | 2010             | "Like a Virgin"                        | Glee: The Music, The Power of Madonna                                                                        | [ 12 ]        |
| Jonathan Groff                        | Amerikai Egyesült Államok                      | 2010             | "Like a Prayer"                        | Glee: The Music, The Power of Madonna                                                                        | [ 12 ]        |
| Jonny Beauchamp                       | Amerikai Egyesült Államok                      | 2020             | "Material Girl"                        | Katy Keene: Season 1 (Original Television Soundtrack), Episode : "Chapter One: Once Upon a Time in New York" | [ 50 ]        |
| John Wesley Harding                   | Egyesült Királyság                             | 1989             | "Like a Prayer"                        | God Made Me Do It: The Christmas EP                                                                          | [ 51 ]        |
| JoJo                                  | Amerikai Egyesült Államok                      | 2012             | "Like a Virgin"                        | Live performance in LACMA for the Harvard Westlake Charity                                                   | [ 52 ]        |
| Kate Ryan                             | Belgium                                        | 2020             | "Holiday"                              | – | [ 53 ]        |
| Kelly Clarkson                        | Amerikai Egyesült Államok                      | 2002             | "Express Yourself"                     | Audition from first season of American Idol                                                                  | [ 54 ]        |
| Kelly Clarkson                        | Amerikai Egyesült Államok                      | 2012             | "Material Girl"                        | Performer show in Stronger Tour                                                                              | [ 55 ]        |
| Kelly Llorenna                        | Egyesült Királyság                             | 2008, 2009       | "Dress You Up"                         | From the Screen to Your Stereo Part II                                                                       | [ 56 ]        |
| Kelly Osbourne                        | Egyesült Királyság                             | 2002             | "Papa Don't Preach"                    | Soundtrack for program The Osbournes                                                                         | [ 57 ]        |
| Kylie Minogue                         | Ausztrália                                     | 2006, 2007, 2009 | "Vogue"                                | Performer shows in Showgirl: The Homecoming Tour and For You, for Me                                         | [ 19 ] [ 58 ] |
| KMFDM                                 | Németország                                    | 1999             | "Material Girl"                        | Virgin Voices: A Tribute to Madonna, Vol. 1                                                                  | [ 13 ]        |
| Lacuna Coil                           | Olaszország                                    | 2016             | "Live to Tell"                         | Bonus track from Delirium                                                                                    |               |
| Labrinth                              | Egyesült Királyság                             | 2016             | "Frozen"                               | Billboard Women in Music 2016                                                                                | [ 59 ]        |
| Labrinth                              | Egyesült Királyság                             | 2016             | "Like a Prayer"                        | Billboard Women in Music 2016                                                                                | [ 59 ]        |
| Lana Del Rey                          | Amerikai Egyesült Államok                      | 2018             | "You Must Love Me"                     | Andrew Lloyd Webber Unmasked: The Platinum Collection                                                        |               |
| Lavender Diamond                      | Amerikai Egyesült Államok                      | 2007             | "Like a Prayer"                        | Through the Wilderness: Tribute to Madonna                                                                   | [ 14 ]        |
| Lea Michele                           | Amerikai Egyesült Államok                      | 2010             | "Express Yourself"                     | Glee: The Music, The Power of Madonna                                                                        | [ 12 ]        |
| Lea Michele                           | Amerikai Egyesült Államok                      | 2010             | "Borderline/Open Your Heart"           | Glee: The Music, The Power of Madonna                                                                        | [ 12 ]        |
| Lea Michele                           | Amerikai Egyesült Államok                      | 2010             | "Like a Virgin"                        | Glee: The Music, The Power of Madonna                                                                        | [ 12 ]        |
| Lea Michele                           | Amerikai Egyesült Államok                      | 2010             | "Like a Prayer"                        | Glee: The Music, The Power of Madonna                                                                        | [ 12 ]        |
| Lea Michele                           | Amerikai Egyesült Államok                      | 2013             | "Into the Groove"                      | Puppet Master episode, season 5                                                                              |               |
| Lee S feat. Danielle                  |                                                | 2005             | "Open Your Heart"                      | "Floorfillers 4"                                                                                             |               |
| Leo                                   | Norvégia                                       | 2020             | "Material Girl"                        | Digital single, YouTube                                                                                      | [ 60 ]        |
| Lion of Panjshir                      |                                                | 2007             | "Crazy for You"                        | Through the Wilderness: Tribute to Madonna                                                                   | [ 14 ]        |
| Loleatta Holloway                     | Amerikai Egyesült Államok                      | 1999             | "Like a Prayer"                        | Virgin Voices: A Tribute to Madonna, Vol. 1                                                                  | [ 13 ]        |
| Loop Guru                             | Egyesült Királyság                             | 2000             | "Cherish"                              | Virgin Voices 2000: A Tribute to Madonna                                                                     | [ 6 ]         |
| Lucrezia                              | Olaszország                                    | 2001             | "Live to Tell"                         | Logic Pride, Vol. 4                                                                                          | [ 61 ] [ 62 ] |
| Mad'House                             | Hollandia · Franciaország                      | 2002             | "Like a Prayer"                        | Absolutely Mad                                                                                               | [ 63 ]        |
| Mad'House                             | Hollandia · Franciaország                      | 2002             | "Holiday"                              | Absolutely Mad                                                                                               | [ 63 ]        |
| Mad'House                             | Hollandia · Franciaország                      | 2002             | "Into the Groove"                      | Absolutely Mad                                                                                               | [ 63 ]        |
| Mad'House                             | Hollandia · Franciaország                      | 2002             | "La Isla Bonita"                       | Absolutely Mad                                                                                               | [ 63 ]        |
| Mad'House                             | Hollandia · Franciaország                      | 2002             | "Like a Virgin"                        | Absolutely Mad                                                                                               | [ 63 ]        |
| Mad'House                             | Hollandia · Franciaország                      | 2002             | "Vogue"                                | Absolutely Mad                                                                                               | [ 63 ]        |
| Mad'House                             | Hollandia · Franciaország                      | 2002             | "Borderline"                           | Absolutely Mad                                                                                               | [ 63 ]        |
| Mad'House                             | Hollandia · Franciaország                      | 2002             | "Open Your Heart"                      | Absolutely Mad                                                                                               | [ 63 ]        |
| Mad'House                             | Hollandia · Franciaország                      | 2002             | "Papa Don't Preach"                    | Absolutely Mad                                                                                               | [ 63 ]        |
| Mad'House                             | Hollandia · Franciaország                      | 2002             | "Be Yourself"                          | Absolutely Mad                                                                                               | [ 63 ]        |
| Mad'House                             | Hollandia · Franciaország                      | 2002             | "Everybody"                            | Absolutely Mad                                                                                               | [ 63 ]        |
| Mad'House                             | Hollandia · Franciaország                      | 2002             | "Frozen"                               | Absolutely Mad                                                                                               | [ 63 ]        |
| Mad'House                             | Hollandia · Franciaország                      | 2002             | "Like a Prayer"                        | Absolutely Mad                                                                                               | [ 63 ]        |
| Mad'House                             | Hollandia · Franciaország                      | 2002             | "Like a Prayer"                        | Absolutely Mad                                                                                               | [ 63 ]        |
| Mad'House                             | Hollandia · Franciaország                      | 2002             | "Holiday"                              | Absolutely Mad                                                                                               | [ 63 ]        |
| Magic Wands                           | Amerikai Egyesült Államok                      | 2012             | "Burning Up"                           | Aloha Moon                                                                                                   | [ 64 ]        |
| Mark Pistel                           | Amerikai Egyesült Államok                      | 2000             | "Deeper and Deeper"                    | Virgin Voices 2000: A Tribute to Madonna                                                                     | [ 6 ]         |
| Mark Salling                          | Amerikai Egyesült Államok                      | 2010             | "What It Feels Like for a Girl"        | Glee: The Music, The Power of Madonna                                                                        | [ 12 ]        |
| Matthew Morrison                      | Amerikai Egyesült Államok                      | 2010             | "Like a Virgin"                        | Glee: The Music, The Power of Madonna                                                                        | [ 12 ]        |
| Max Bemis                             | Amerikai Egyesült Államok                      | 2007             | "Material Girl"                        | From the Screen to Your Stereo Part II                                                                       | [ 65 ]        |
| Mephisto Walz                         | Amerikai Egyesült Államok                      | 2000             | "Skin"                                 | Virgin Voices 2000: A Tribute to Madonna                                                                     | [ 6 ]         |
| Miley Cyrus                           | Amerikai Egyesült Államok                      | 2021             | "Like a Prayer"                        | Stand By You: Peacock Pride Concert                                                                          |               |
| Mina                                  | Olaszország                                    | 1988             | "Into the Groove"                      | Ridi pagliaccio                                                                                              | [ 66 ]        |
| Minako Honda                          | Japán                                          | 1986             | "Material Girl"                        | Rise up MINAKO / LIVEの興奮！                                                                                | [ 67 ]        |
| Mötley Crüe                           | Amerikai Egyesült Államok                      | 2019             | "Like a Virgin"                        | The Dirt Soundtrack                                                                                          | [ 68 ]        |
| MYMP                                  | Fülöp-szigetek                                 | 2006             | "Material Girl"                        | New Horizon                                                                                                  | [ 69 ] [ 70 ] |
| My Vitriol                            | Egyesült Királyság                             | 2001             | "Oh Father"                            | Finelines | [ 71 ]        |
| Naya Rivera                           | Amerikai Egyesült Államok                      | 2010             | "Express Yourself"                     | Glee: The Music, The Power of Madonna                                                                        | [ 12 ]        |
| Naya Rivera                           | Amerikai Egyesült Államok                      | 2010             | "Like a Virgin"                        | Glee: The Music, The Power of Madonna                                                                        | [ 12 ]        |
| Natasha Bedingfield                   | Egyesült Királyság                             | 2007             | "Ray of Light"                         | Radio 1 Established 1967                                                                                     | [ 72 ]        |
| New Found Glory                       | Amerikai Egyesült Államok                      | 2007             | "Crazy for You"                        | From the Screen to Your Stereo Part II                                                                       | [ 65 ]        |
| Nelly Furtado                         | Kanada                                         | 2012             | "Like a Prayer"                        | Performer shows in The Spirit Indestructible Tour                                                            | [ 73 ]        |
| Nivek Ogre                            | Kanada                                         | 2000             | "Borderline"                           | Virgin Voices 2000: A Tribute to Madonna                                                                     | [ 6 ]         |
| Ofra Haza                             | Izrael                                         | 2000             | "Open Your Heart"                      | Virgin Voices 2000: A Tribute to Madonna                                                                     | [ 6 ]         |
| Out of Your Mouth                     | Kanada                                         | 2005             | "Music"                                | Draghdad | [ 74 ]        |
| Olga Buzova                           | Oroszország                                    | 2017             | "Vogue"                                | Sounds Of Kisses Tour                                                                                        | [ 75 ]        |
| Peppermint Creeps                     | Amerikai Egyesült Államok                      | 2007             | "Cherish"                              | Cover Up | [ 76 ]        |
| Quentin Elias                         | Franciaország                                  | 1998             | "Holiday"                              | Live performances                                                                                            | [ 77 ] [ 78 ] |
| Quentin Elias                         | Franciaország                                  | 1998             | "La Isla Bonita"                       | Live performances                                                                                            | [ 77 ] [ 78 ] |
| Rashida Jones                         | Amerikai Egyesült Államok                      | 1999             | "Dress You Up"                         | For Gap's "Everybody in Vests" TV commercial                                                                 | [ 7 ]         |
| Reel Big Fish                         | Amerikai Egyesült Államok                      | 2007             | "Dress You Up"                         | Duet All Night Long                                                                                          | [ 79 ]        |
| Renato Russo                          | Brazília                                       | 1994             | "Cherish"                              | The Stonewall Celebration Concert                                                                            | [ 80 ]        |
| Richard Cheese                        | Amerikai Egyesült Államok                      | 2004             | "Material Girl"                        | I'd Like a Virgin                                                                                            | [ 81 ]        |
| Richard Roxburgh                      | Amerikai Egyesült Államok                      | 2001             | "Like a Virgin"                        | Moulin Rouge!                                                                                                | [ 48 ]        |
| Rihanna                               | Barbados                                       | 2008             | "Vogue"                                | Live performance in Fashion Rocks gala event 2008, and online                                                | [ 19 ] [ 82 ] |
| Royal Philharmonic Orchestra          | Egyesült Királyság                             | 1998             | "True Blue"                            | Material Girl: RPO Plays Music of Madonna                                                                    | [ 83 ]        |
| Royal Philharmonic Orchestra          | Egyesült Királyság                             | 1998             | "La Isla Bonita"                       | Material Girl: RPO Plays Music of Madonna                                                                    | [ 83 ]        |
| Royal Philharmonic Orchestra          | Egyesült Királyság                             | 1998             | "Papa Don't Preach"                    | Material Girl: RPO Plays Music of Madonna                                                                    | [ 83 ]        |
| Royal Philharmonic Orchestra          | Egyesült Királyság                             | 1998             | "Like a Prayer"                        | Material Girl: RPO Plays Music of Madonna                                                                    | [ 83 ]        |
| Royal Philharmonic Orchestra          | Egyesült Királyság                             | 1998             | "Crazy for You"                        | Material Girl: RPO Plays Music of Madonna                                                                    | [ 83 ]        |
| Royal Philharmonic Orchestra          | Egyesült Királyság                             | 1998             | "This Used to Be My Playground"        | Material Girl: RPO Plays Music of Madonna                                                                    | [ 83 ]        |
| Royal Philharmonic Orchestra          | Egyesült Királyság                             | 1998             | "Borderline"                           | Material Girl: RPO Plays Music of Madonna                                                                    | [ 83 ]        |
| Royal Philharmonic Orchestra          | Egyesült Királyság                             | 1998             | "Into the Groove"                      | Material Girl: RPO Plays Music of Madonna                                                                    | [ 83 ]        |
| Royal Philharmonic Orchestra          | Egyesült Királyság                             | 1998             | "Like a Virgin"                        | Material Girl: RPO Plays Music of Madonna                                                                    | [ 83 ]        |
| Royal Philharmonic Orchestra          | Egyesült Királyság                             | 1998             | "Holiday"                              | Material Girl: RPO Plays Music of Madonna                                                                    | [ 83 ]        |
| Royal Philharmonic Orchestra          | Egyesült Királyság                             | 1998             | "Material Girl"                        | Material Girl: RPO Plays Music of Madonna                                                                    | [ 83 ]        |
| Royal Philharmonic Orchestra          | Egyesült Királyság                             | 1998             | "Who's That Girl"                      | Material Girl: RPO Plays Music of Madonna                                                                    | [ 83 ]        |
| Rufio                                 | Amerikai Egyesült Államok                      | 2002             | "Like a Prayer"                        | Punk Goes Pop                                                                                                | [ 84 ]        |
| Samantha Fox                          | Egyesült Királyság                             | 2015             | "La Isla Bonita"                       | Single | [ 85 ]        |
| Sentidos Opuestos                     | Mexikó                                         | 2000             | "One More Chance"                      | Movimiento Perpetuo                                                                                          | [ 86 ]        |
| Sia                                   | Ausztrália                                     | 2010             | "Oh Father"                            | We Are Born                                                                                                  | [ 87 ]        |
| Siddhartha                            | Amerikai Egyesült Államok                      | 2007             | "Holiday"                              | Through the Wilderness: Tribute to Madonna                                                                   | [ 14 ]        |
| Stardeath and White Dwarfs            | Amerikai Egyesült Államok                      | 2009             | "Borderline"                           | Covered, A Revolution in Sound                                                                               | [ 88 ]        |
| Sitti                                 | Fülöp-szigetek                                 | 2007             | "Take a Bow"                           | My Bossa Nova                                                                                                | [ 89 ]        |
| Switchblade Symphony                  | Amerikai Egyesült Államok                      | 2000             | "Lucky Star"                           | Virgin Voices 2000: A Tribute to Madonna                                                                     | [ 6 ]         |
| Shakira                               | Kolumbia                                       | 1990             | "Material Girl"                        | Audition | [ 90 ]        |
| Showoff                               | Amerikai Egyesült Államok                      | 2002             | "Borderline"                           | Punk Goes Pop                                                                                                | [ 84 ]        |
| Slovak Philharmonic Orchestra         | Szlovákia                                      | 2013             | "Die Another Day"                      | Reader's Digest Music: The Bond Mix and Other Spy Movie Themes                                               | [ 91 ]        |
| Sonic Youth (as Ciccone Youth)        | Amerikai Egyesült Államok                      | 1986             | "Into the Groove"                      | The Whitey Album                                                                                             | [ 92 ]        |
| Superbus                              | Franciaország                                  | 2002             | "Into the Groove"                      | Aéromusical                                                                                                  | [ 93 ]        |
| Susan Boyle                           | Skócia                                         | 2008             | "You'll See"                           | I Dreamed a Dream                                                                                            | [ 94 ]        |
| Talisman                              | Svédország                                     | 1998             | "Frozen"                               | Truth | [ 47 ]        |
| Teenage Fanclub                       | Skócia                                         | 1991             | "Like a Virgin"                        | The King | [ 95 ]        |
| The Countdown Singers                 |                                                | 1999             | "Who's That Girl"                      | Hit Parade of 80's, Vol. 2                                                                                   | [ 96 ]        |
| The Flaming Lips                      | Amerikai Egyesült Államok                      | 2009             | "Borderline"                           | Covered, A Revolution in Sound                                                                               | [ 88 ]        |
| The Lords of the New Church           | Egyesült Királyság · Amerikai Egyesült Államok | 1985             | "Like a Virgin"                        | Killer Lords                                                                                                 | [ 97 ]        |
| The Medic Droid                       | Amerikai Egyesült Államok                      | 2008             | "Into the Groove"                      | Whats Your Medium                                                                                            | [ 98 ]        |
| Theresa Andersson                     | Amerikai Egyesült Államok                      | 2006             | "Borderline"                           | Theresa Andersson EP                                                                                         | [ 99 ]        |
| Twilight Guardians                    | Finnország                                     | 2006             | "La Isla Bonita"                       | SinTrade | [ 100 ]       |
| Trisha Yearwood                       | Amerikai Egyesült Államok                      | 2007             | "Take a Bow"                           | CMT's Crossroads                                                                                             | [ 101 ]       |
| Thy Disease                           | Lengyelország                                  | 2001             | "Frozen"                               | Devilsh Act of Creation                                                                                      | [ 102 ]       |
| Tropikal Forever and Laura León       | Mexikó                                         | 2021             | "Material Girl"                        | "En Materia de Amor" (single)                                                                                | [ 103 ]       |
| Virgin                                | Lengyelország                                  | 2002             | "Material Girl"                        | Virgin | [ 104 ]       |
| Walk Off the Earth                    | Kanada                                         | 2012             | "Material Girl"                        | - | [ 105 ]       |
| Wendy Sulca                           | Peru                                           | 2012             | "Like a Virgin"                        | YouTube | [ 106 ]       |
| Winifred Phillips                     | Amerikai Egyesült Államok                      | 2020             | "Material Girl"                        | Sackboy: A Big Adventure                                                                                     | [ 107 ]       |
| Yuridia                               | Mexikó                                         | 2009             | "Material Girl"                        | Performer in National Auditorium of Mexico City                                                              | [ 108 ]       |
| Zolof the Rock & Roll Destroyer       | Amerikai Egyesült Államok                      | 2007             | "Dress You Up" (Like "Ode to Madonna") | Duet All Night Long                                                                                          | [ 110 ]       |